# Pouso Alegre FC
Pouso Alegre  FC is een Braziliaanse voetbalclub uit Pouso Alegre, in de deelstaat Minas Gerais.

## Geschiedenis
De club werd opgericht in 1913, maar speelde pas in 1928 zijn eerste officiële wedstrijd. Nadat de club lange tijd een amateurclub was namen ze in de jaren tachtig de profstatus aan. In 1988 verzekerden ze zich van promotie naar de hoogste klasse van het Campeonato Mineiro. Daar speelde de club vier seizoenen. Na nog enkele jaren in de tweede klasse werden ze in 1998 opnieuw een amateurclub. De club keerde éénmalig terug naar de derde klasse in 2009 en opnieuw in 2018.
Na een seizoen in de middenmoot werd de club in 2019 kampioen en promoveerde zo naar de Módulo II. Ook daar werd de club kampioen en promoveerde zo voor een tweede keer op rij en maakte zo na 29 jaar zijn rentree bij de elite. De club werd in 2021 vijfde en plaatste zich zo voor de nationale Série D 2022. De club werd groepswinnaar en stootte daarna door tot de finale, die ze verloren van América de Natal, hierdoor promoveerden ze wel naar de Série C. 